# Bachtrack
Bachtrack (Бахтрэк) — это международный музыкальный  онлайн-журнал. Публикует списки популярности классической музыки, оперы, балета и танца, а также обзоры данных жанров, интервью и статьи общего характера. Офис расположен в британском Лондоне.

## История
Bachtrack Ltd была зарегистрирована 3 декабря 2007 года Дэвидом Карлином и Элисон Карлин. Сайт bachtrack.com был запущен в январе 2008 года, в следующем месяце.
Афиша с поиском по Bachtrack  первоначально охватывала только в Великобритании. В 2009 году охват стала охватывать США и Европу. Поиск позволил пользователям «искать события по дате, стране, городу, фестивалю, месту проведения, работе, композитору или музыканту». К 2010 году сайт насчитывал 7000 событий. Он был положительно оценён как местной лондонской, так и национальной британской прессой. Первое мобильное приложение Bachtrack было выпущено конце 2009 года.
В июле 2010 года Bachtrack был назван как № 5 в десятке победителей Web Winners журнала Classical Music.
Позже, в 2010 году, Bachtrack начал публиковать обзоры классической музыки, чтобы сопровождать свою базу данных списков. В 2013 году переработанный сайт начал работу на французском и немецком языках, а также с оригинальным контентом, написанным на этих языках. Испанский был добавлен в следующем году; однако основным языком сайта остается английский.

## База данных о событиях
База Bachtrack предстоящих выступлений охватывает события во всем мире, хотя охват варьируется в зависимости от страны. Например, в Великобритании, как правило, наибольшее количество таких событий. Контент создаётся пользователями, многие из которых часто являются промоутерами мероприятия.

## Ежегодная статистика классической музыки
Каждый январь Bachtrack публикует статистику выступлений, перечисленных в его базе данных за предыдущий год. Данные получают широкое внимание средств массовой информации по всему миру и присутствуют во многих публикациях, включая The New York Times, The Wall Street Journal, The Guardian, France Musique, Clasic FM Radio, и Известия.

## Обзоры
Bachtrack публикует обзоры концертов, оперных, балетных и танцевальных представлений во многих странах. Сайт опубликовал свой 10-тысячный обзор в декабре 2016 года. На отзывы Bachtrack часто ссылаются в других изданиях и на сайтах исполнителей.

## Статьи
В дополнение к обзорам Bachtrack публикует общие статьи, включая предварительные просмотры фестивалей и концертных / оперных сезонов, а также интервью с исполнителями и деятелями индустрии. Ряд интервью вызвал интерес других средств массовой информации, в том числе заявление сопрано Лизетт Оропесы о том, что ей нужно похудеть, чтобы сыграть желаемые роли, и комментарии тенора Стюарта Скелтона об Английской национальной опере.